# Rio Saulx
Saulx é um rio localizado na França.